# Stazione di Cancello
Stazione di Cancello vasútállomás Olaszországban, San Felice a Cancello településen.

## Vasútvonalak
Az állomást az alábbi vasútvonalak érintik:
- Róma–Cassino–Nápoly-vasútvonal
- Villa Literno–Cancello-vasútvonal
- Benevento–Cancello-vasútvonal
- Cancello–Benevento railway
- Cancello-Torre Annunziata-vasútvonal
- Cancello–Salerno-vasútvonal

## Kapcsolódó állomások
A vasútállomáshoz az alábbi állomások vannak a legközelebb:
- Stazione di Acerra (Stazione di Napoli Campi Flegrei)
- Stazione di Maddaloni Inferiore (Stazione di Caserta)
- Stazione di Marigliano
- Stazione di Nola
- Stazione di Maddaloni Inferiore (Stazione di Piedimonte Matese)
- Stazione di Napoli Centrale (Stazione di Napoli Centrale)
- Stazione di Acerra (Stazione di Napoli Centrale)